# キャブレター

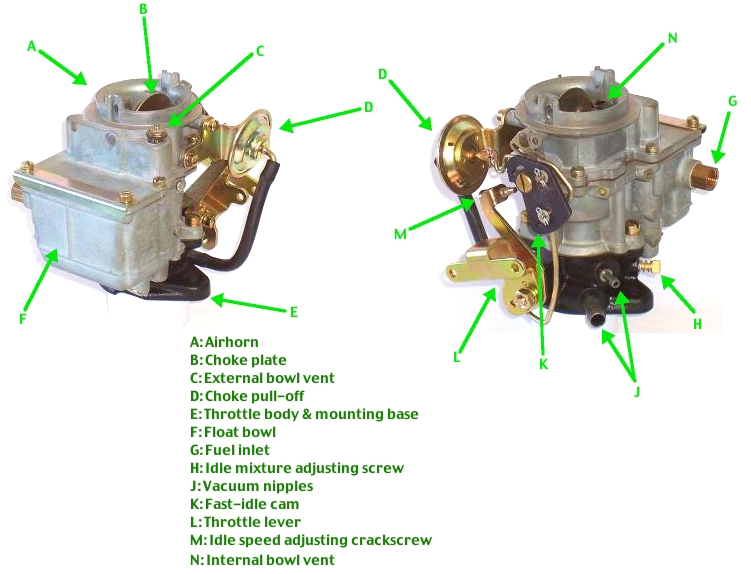
Bendix-Technico 製の ストロンバーグ式1バレル ダウンドラフトキャブレターModel.BXUV-3と、部品各部の名称

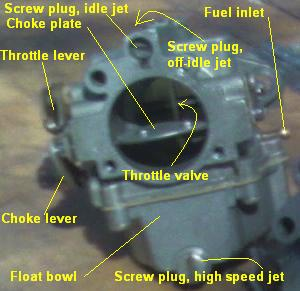
1979年式 Evinrude Type I 船舶用サイドドラフトキャブレター

キャブレター (英: carburetor, carburettor) は、ガソリンや液化石油ガスなどを燃料とする予混合燃焼機関において燃料を空気と混合する装置である。フロート式や燃料噴射式などがある。ガソリンやメタノールのように常温常圧で液体の燃料はベルヌーイの法則を利用して吸入空気へ霧状に散布して、噴霧粒子が蒸発することで混合される。日本語では気化器と呼ばれる場合もあり、太平洋戦争前や戦後間もなくの頃はカーブレーターと表記されることもあった。

## 概要

キャブレターの基本概要図

キャブレターの語源は、「炭化水素を混合する」という意味の動詞“carburet”に動作主名詞を形成する接尾辞“-or”または“-er”を加えたものである。ガソリンなどのように常温常圧で液体の燃料に用いるものと、液化石油ガス（LPG自動車）や圧縮天然ガス（天然ガス自動車）のように気体の燃料に用いるものでは構造が異なる。
液体燃料用のキャブレターにおいて、燃料タンクから送り出された燃料は燃料チャンバー(英: fuel chamber)と呼ばれる部屋に一時溜められる。溜められた燃料に一端が浸かるように、ジェットと呼ばれる細い管が設けられ、もう一端はエンジンの吸入空気が通過するベンチュリへ解放されている。ベンチュリは吸入空気の流路の途中を細く絞った構造で、吸入空気がベンチュリを通過するとき流速が増加する。流速が増加した吸入空気はベルヌーイの定理により静圧が低下する一方、燃料チャンバー内は大気圧に保たれているため、燃料チャンバーからベンチュリへと燃料が吸い出される。ジェットの出口は小さな穴、もしくは溝状で、吸い出された燃料は吸入空気へ霧状に噴出し、蒸発しながら拡散して混合気となる。
気体燃料に用いられるキャブレターは、吸気管に生じる負圧で作動するダイアフラムアクチュエータにより燃料流路の弁を開閉し、吸気管に送る燃料の量を調節する。
キャブレターよりも精密にエンジンの負荷状況に応じた空燃比で混合気を形成できる燃料噴射装置が普及し、燃費や排出ガス抑制に対する性能要件が高くなるにつれて、自動車やオートバイではキャブレターに代わって燃料噴射装置（フューエルインジェクション）を採用する車種が主流となった。レシプロエンジンを搭載した航空機ではキャブレターと燃料噴射装置のいずれも使われており、民間小型機ではキャブレターが長く使われて、燃料噴射装置へ移行したのは近年のことである。チェーンソーや刈払機などのエンジンでは、燃料噴射装置に比べると電気が不要で構成部品が少なく、部品コストが低いキャブレターが使われている。

## 種類

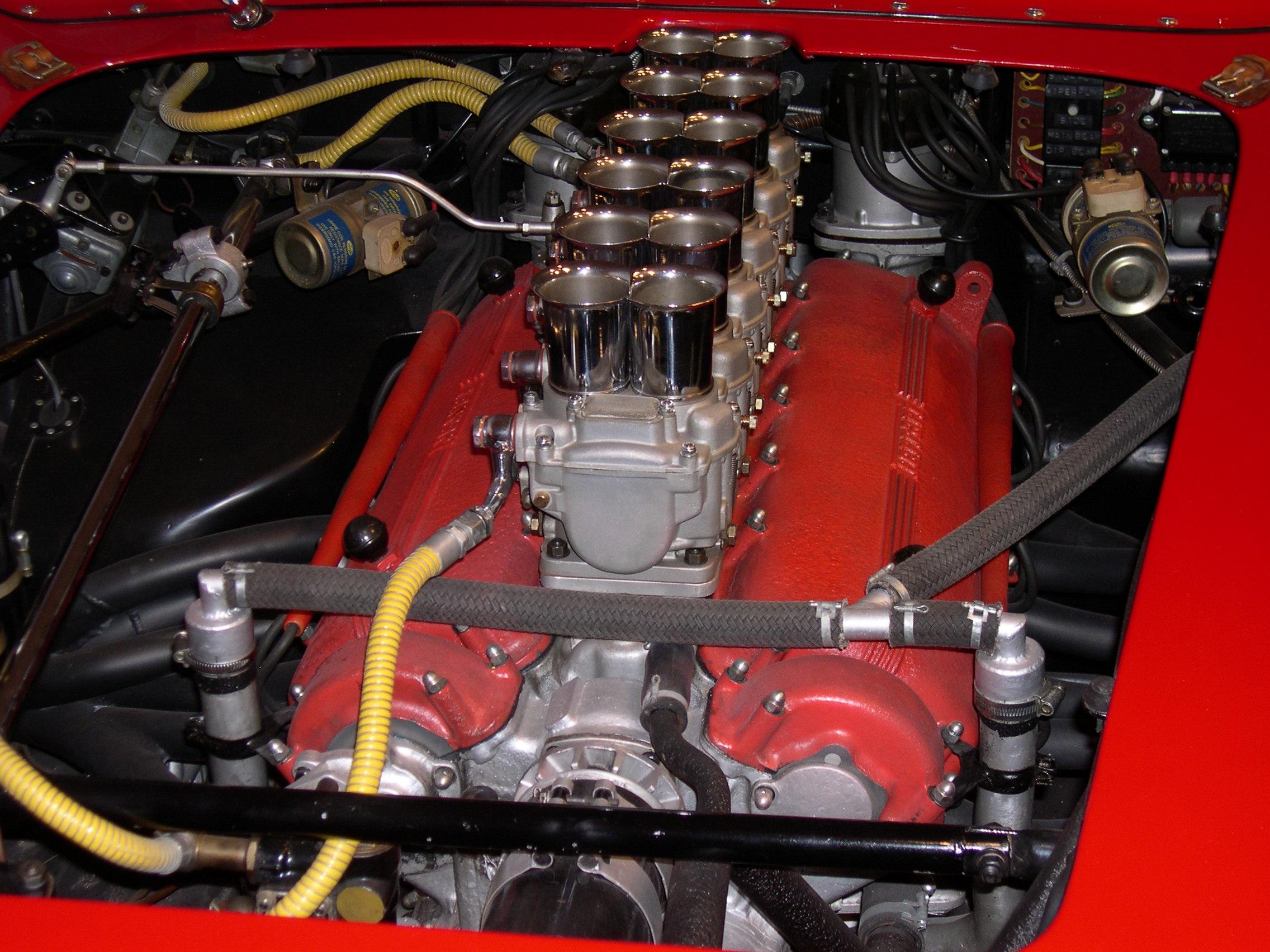
1961年式フェラーリ・250TRスパイダーの、フェラーリ・コロンボ Type125 “テスタロッサ”エンジン。6個のウエーバー製ダウンドラフト2バレルキャブレターが装備され、12気筒のそれぞれに1バレルずつが混合気を供給する。

液体燃料用のキャブレターは多様な形式があり、ベンチュリの数や方向、機能のほか、燃料チャンバーの方式により分類される。

### ベンチュリの数

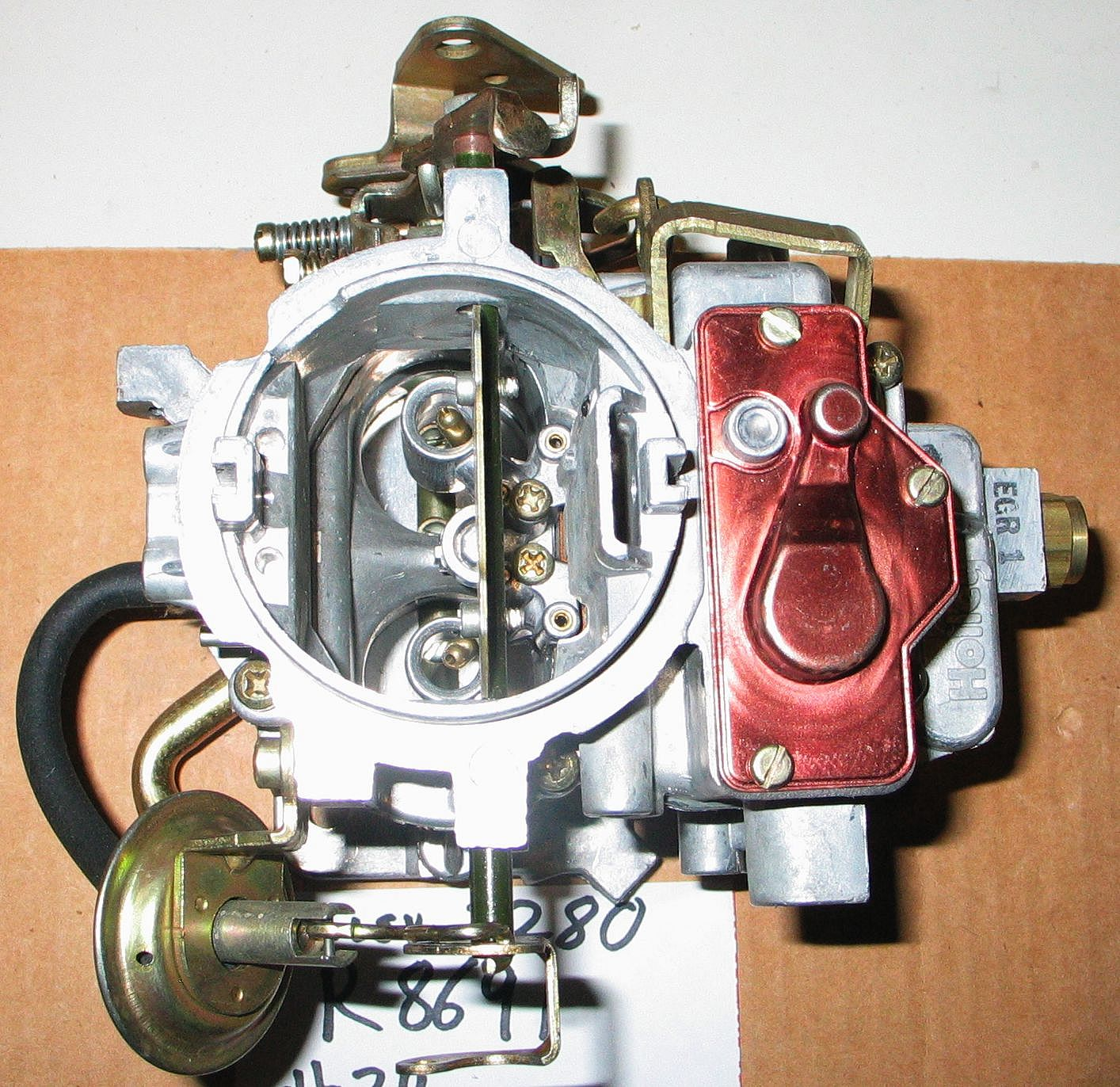
ホーリー製Model#2280 2バレルキャブレター

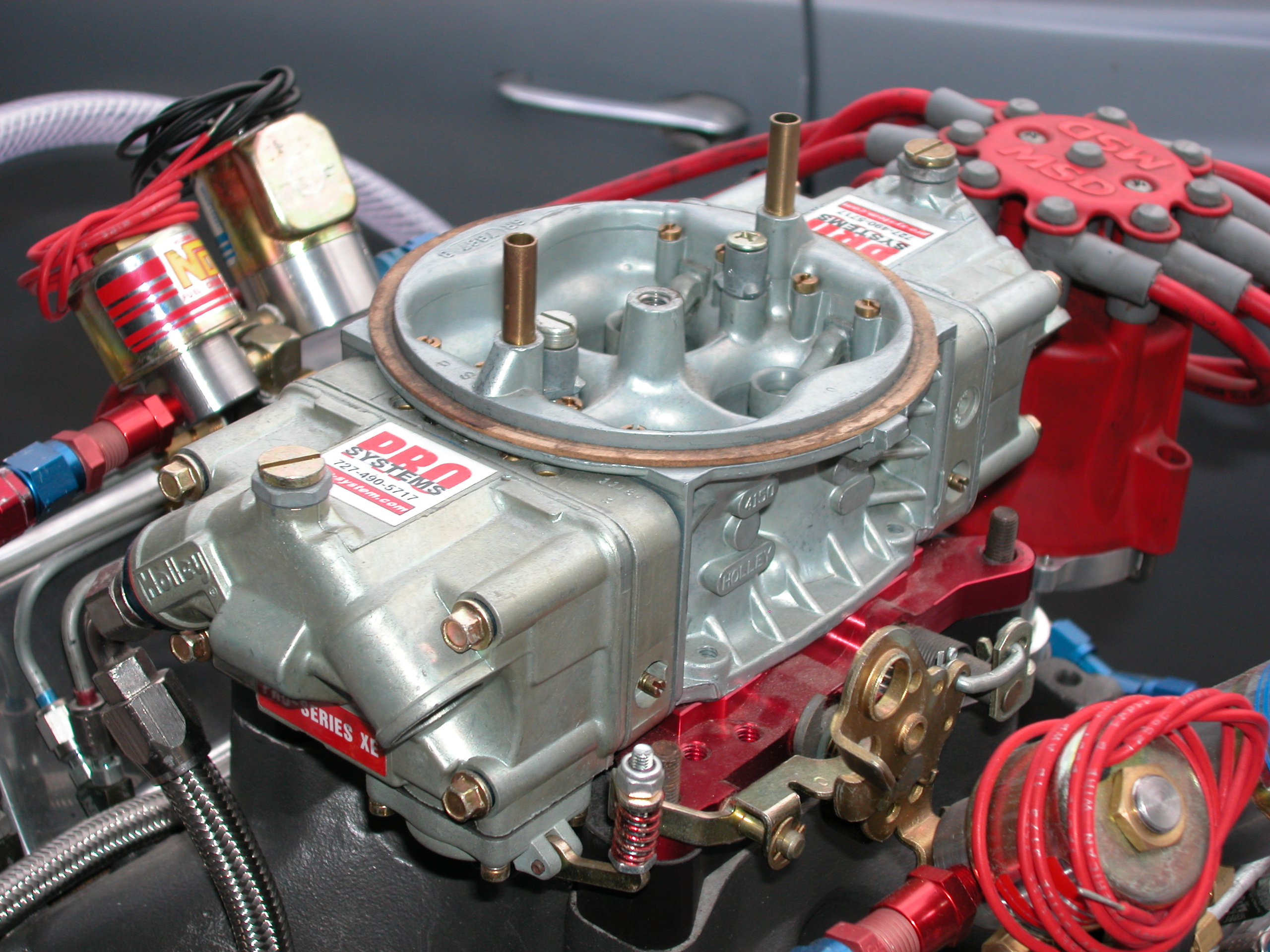
ホーリー製の高性能2ステージ4バレル・ダウンドラフトキャブレター

最も単純なキャブレターはベンチュリが1個であるが、より多くの混合気を効率よくエンジンに供給するために複数のベンチュリを備えるものもある。1個の場合はシングルバレル、複数の場合はマルチバレルあるいはベンチュリの数を表現して2バレル、4バレルと呼ばれる。また、エンジンの負荷、すなわちエンジンに送られる混合気量に応じて2種類のベンチュリが段階的に働くキャブレターがあり、ステージドキャブレターあるいは2ステージキャブレターと呼ばれる。これに対し、エンジン負荷の全域を1つのベンチュリでまかなう方式はシングルステージキャブレターと呼ばれる。
例えば、直列4気筒エンジンでシングルステージの2バレルキャブレターが2個搭載される場合や、V型8気筒エンジンにシングルステージの4バレルキャブレターが2個搭載される場合がある。
ステージドキャブレターは、スロットル開度に応じてメインバレル（プライマリーバレル）と、二次バレル（セカンダリーバレル）が段階的に作動する。二次バレルは、メインバレルと同径かあるいはメインバレルより小径で、リンク機構やダイヤフラムアクチュエータにより動作する。メインバレルと二次バレルを2組持った2ステージ4バレルキャブレターもある。ボアの直径の相違やチョークバルブの有無などで、外観からシングルステージの2バレルと判別可能である。アクセル開度が小さいときはメインバレルのみを開き、ベンチュリを通過する空気の流速を増加させて高いベンチュリ効果を確保する。アクセル開度が大きいときは二次バレルも開いて、より多くの混合気を供給する。これにより、広い範囲で適切な混合気を形成する。ヤマハ・V-MAXのVブーストシステムもステージドキャブレターの一種である。

### ベンチュリの方向

吸気方向による分類。
1．サイドドラフト
2．アッパードラフト
3．ダウンドラフト

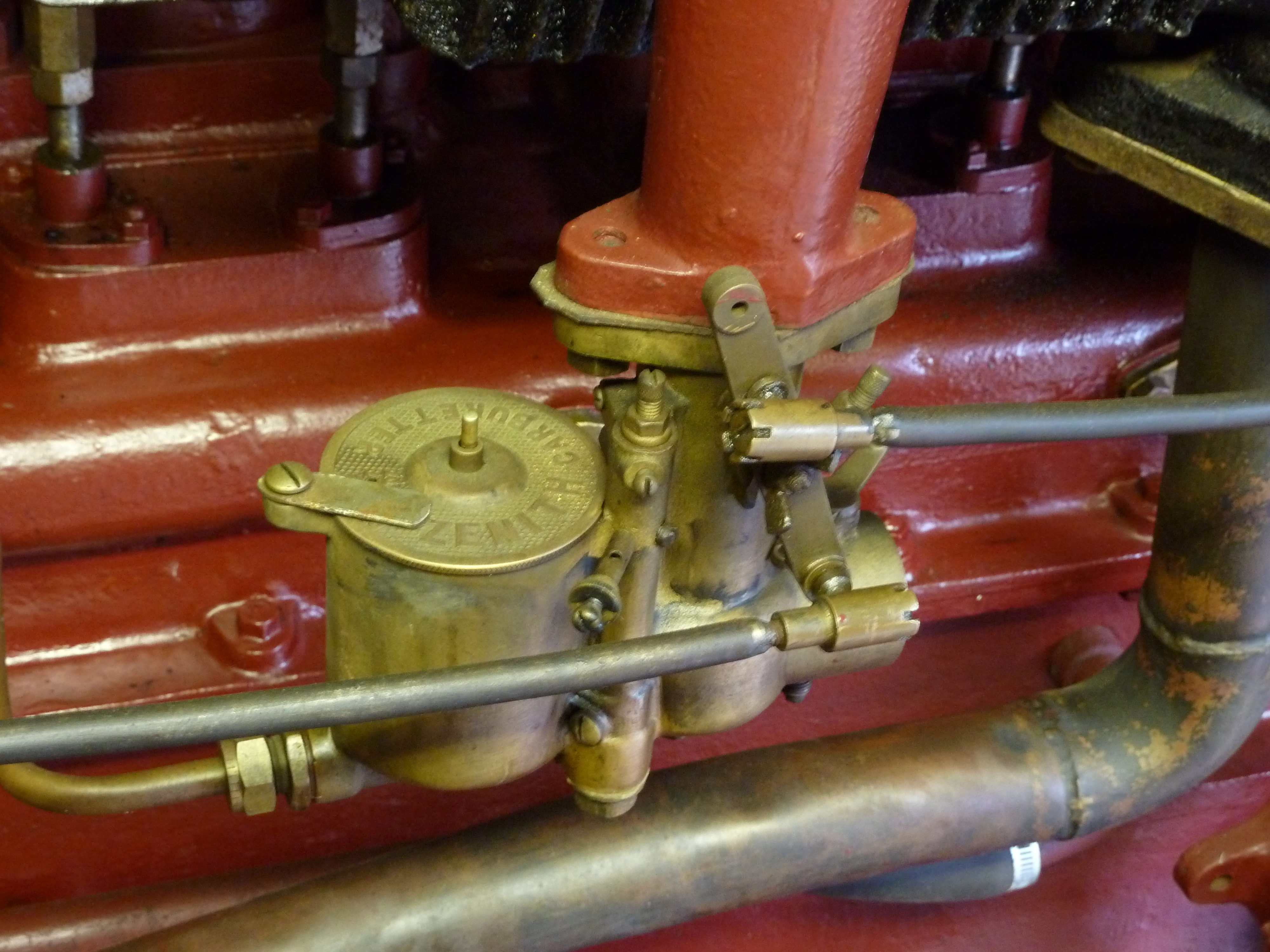
アッパードラフトの一例。1925年のPelapone PD6定置エンジン

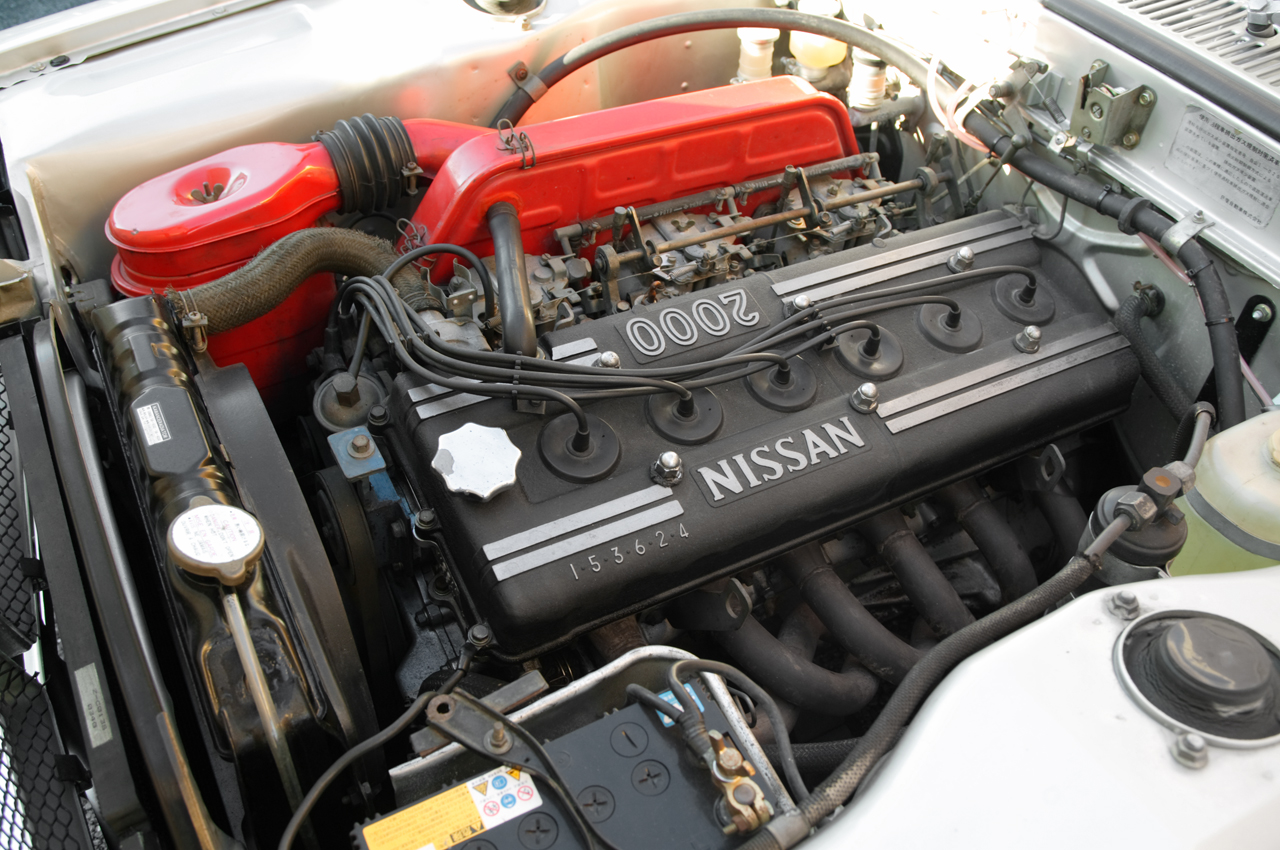
KPGC10型スカイラインGT-RのS20型エンジン。縦置きエンジンにミクニ・ソレックス製サイドドラフト2バレルキャブレターを3連装している。エアクリーナーボックスは純正でエンジン左前方のグリル付近から走行風の吸気を行っている。

吸入空気の流れる方向によって、ホリゾンタルドラフト（サイドドラフト）、アップドラフト、ダウンドラフトと呼ばれる。
ホリゾンタルドラフト（サイドドラフト）
吸入空気がキャブレター側面より入り、反対側へ混合気が送り出される。オートバイや船舶用船外機でもこの形式が多い。
アップドラフト
吸入空気がキャブレター下部より入り、上方へ混合気が送り出される。自動車用としては1930年代以前の古いエンジンで多く利用された。当時は直列式サイドバルブエンジンに高い位置のタンクからポンプなしで燃料を重力供給する手法が多く採られており、エンジン脇の低位置にキャブレターを置き、サイドバルブエンジンのインテークに混合気を送るレイアウトが多く、これにアップドラフト式の構造が適していたことによる。気化効率やレスポンスにおいてサイドドラフトやダウンドラフトに大きく劣るため、1940年代以降は自動車用としては廃れていった。現在は、一部の航空機用エンジンでこの形式が使われている。
ダウンドラフト
吸入空気がキャブレター上部より入り、下方へ混合気が送り出される。キャブレターの配置はエンジン直上または側面高位置となり、燃料ポンプを要するが、効率やレスポンスに優れることから、V型8気筒エンジンやOHV方式の普及が進んだ1940年代以降のアメリカ製乗用車に広く採用され、20世紀後半における自動車用の世界的主流となった。1980年代以降は燃料噴射装置が一般化したため姿を消していったが、軽自動車の廉価グレードでは1990年代の中盤まで、小型普通自動車のごく一部の商用車では2000年代の初頭まで、それぞれキャブレター仕様が存在していた。

### ベンチュリ形式の種類

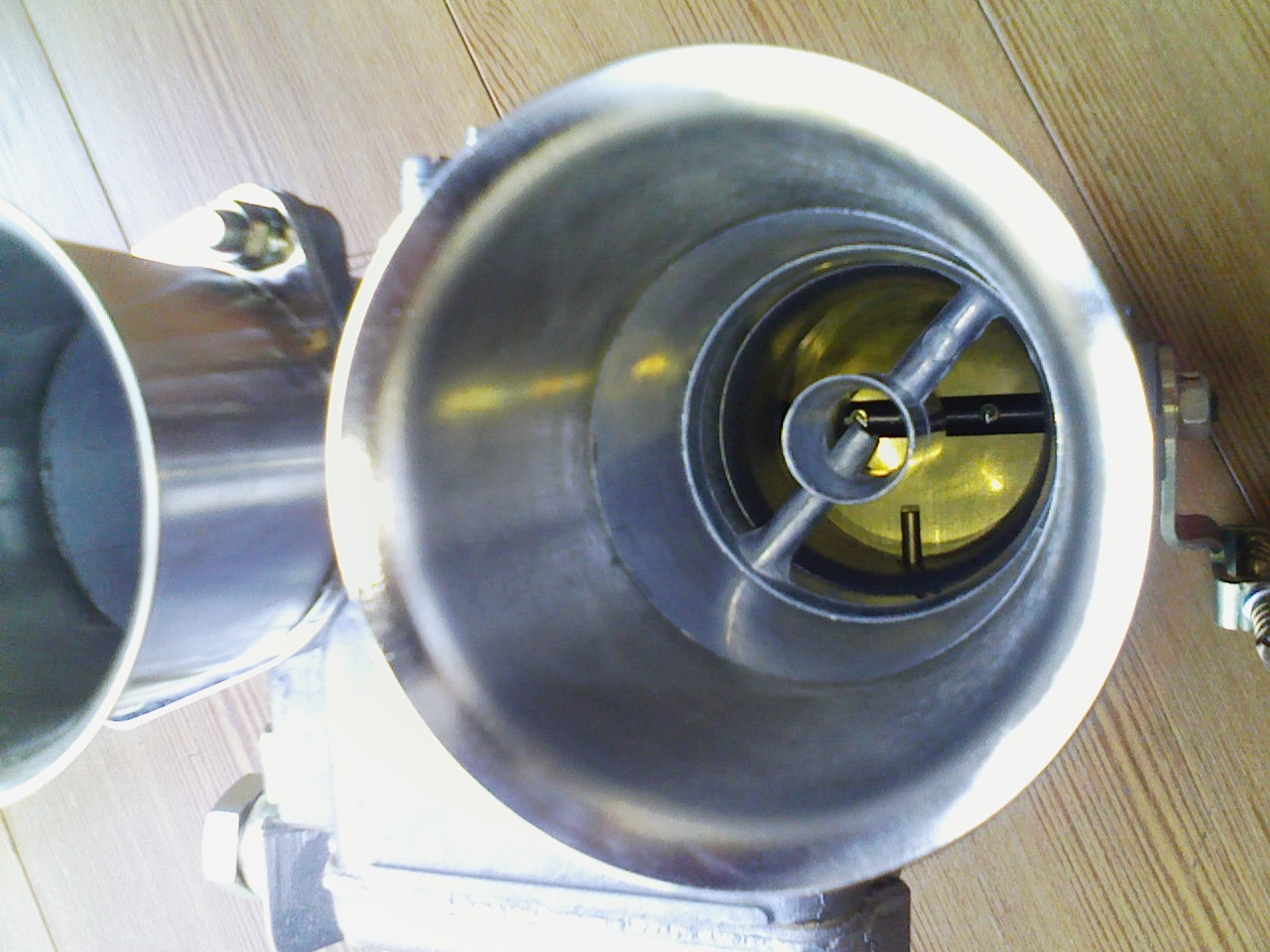
ウェーバー製固定ベンチュリキャブレター(55DCO-SP型)

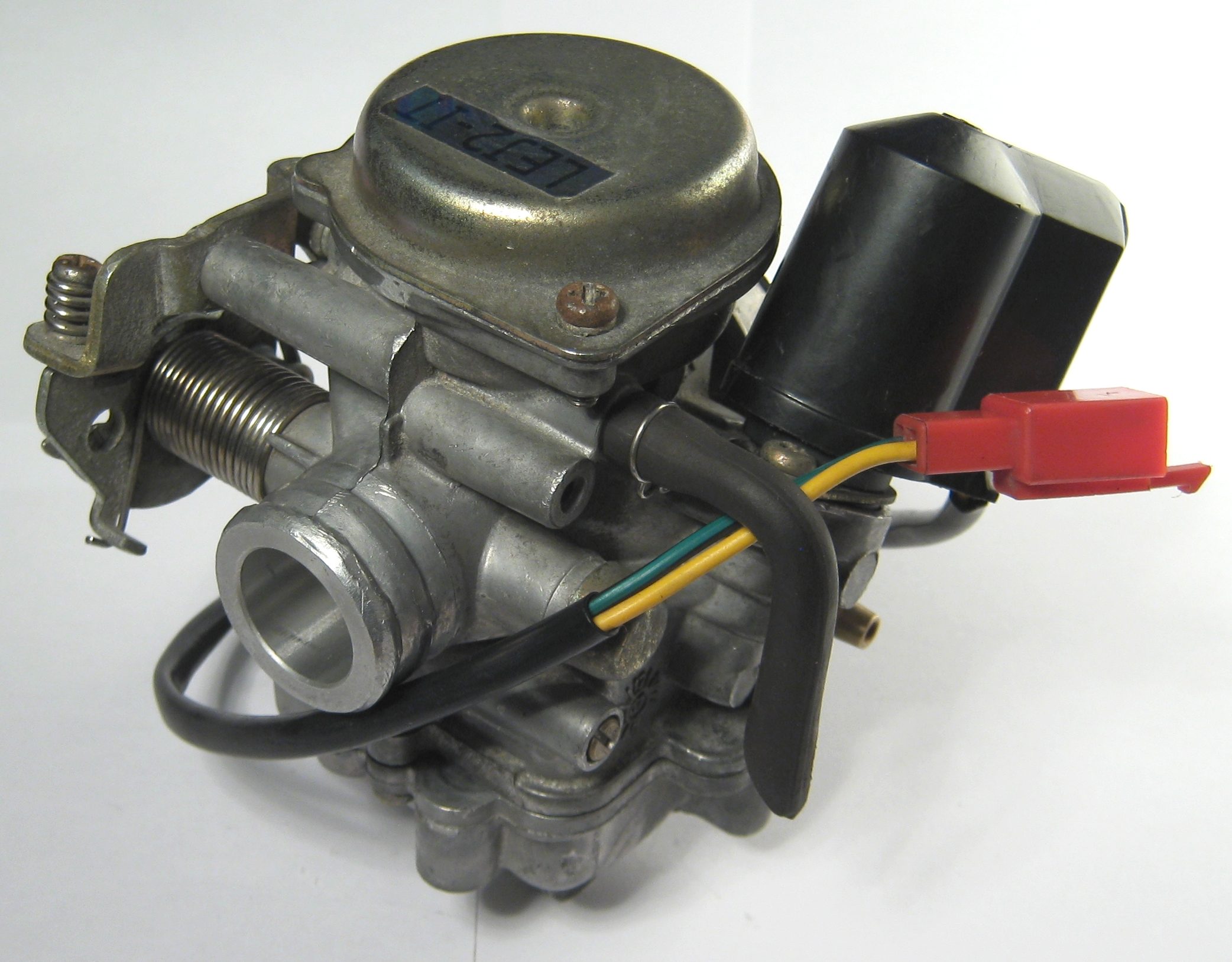
キムコ製スクーター用のCV型キャブレター

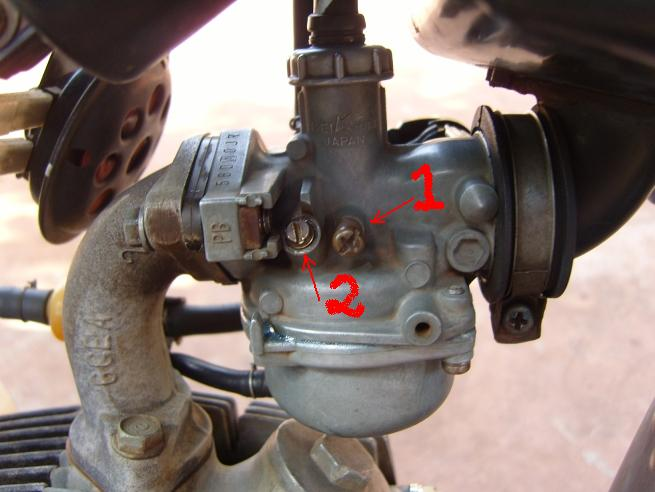
ケイヒン製ピストンバルブ型キャブレター

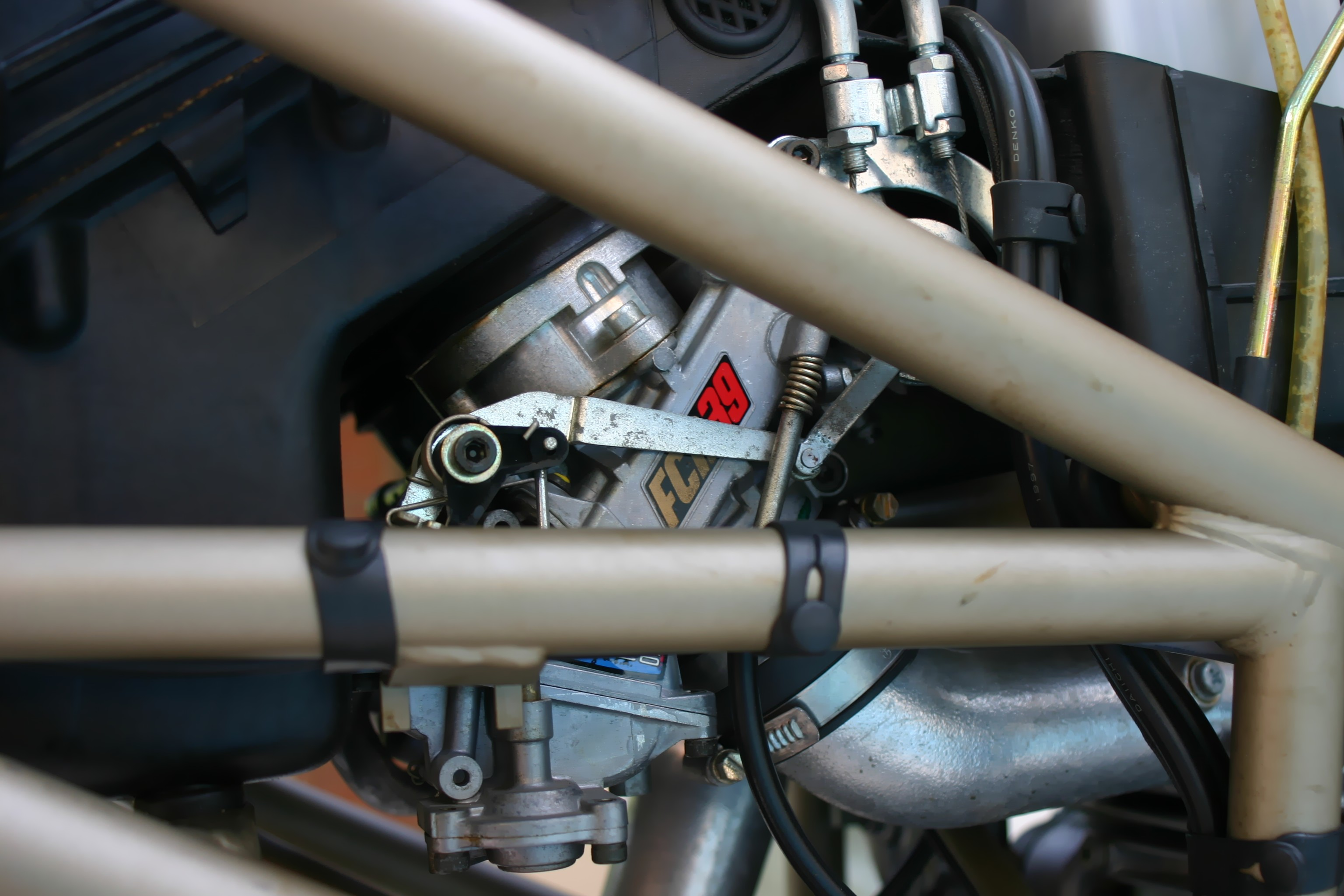
強制開閉式の一例、ケイヒン製FCRスライドバルブ型キャブレター

固定ベンチュリ式
スロットル操作によらずベンチュリの開口面積が常に一定の方式である。
自動車用としては高性能エンジン用のウェーバーやソレックスをはじめ、多くのアメリカ車と日本車の一部のダウンドラフトキャブレターにみられる。今日ではこのタイプのキャブレターを製造するメーカーは少なくなっているが、日本国内ではオーイーアール(OER)が旧式のソレックスなどの更新向けにこのタイプのキャブレターの製造販売を続けている。オートバイにおいては、ハーレーダビッドソンが1989年までこの形式のキャブレターを使用し続けていた。また、戦前から戦後間もなくにかけて使用されたリンカート(Linkart)キャブレターは、日本製の陸王でも日本気化器のライセンス生産品が搭載されていた。しかし、陸王が倒産した1960年代からは、日本製オートバイではこの形式のキャブレターが採用されることはなくなった。（四輪では固定ベンチュリー式、二輪では可変ベンチュリー式が一般的）
可変ベンチュリ式
ベンチュリの開口面積を自動で変化させる方式で、エンジン回転の全域にわたって適切な吸気流速が得られる。今日まで残るものではVM型とCV型の2方式に大別される。
自動車においては、日立、ゼニス・ストロンバーグを始めとするサイドドラフト・SUキャブレターが最も一般的に使用された。
ピストンバルブ式（VM型）
VM (Villiers Monoblock または Variable Manifold)型では ピストンバルブがスロットルとなり、空気の流量調整と同時にベンチュリの開口面積を変化させる。鋭いエンジンレスポンスが得られる一方、エンジンが求める混合気吸入量を超えてスロットルバルブを開けると空気の流速が低下してジェットからの燃料吐出量が少なくなる。このため、運転者の技能によってエンジン性能が左右される。なお、負圧式に対して、ピストンバルブ式を強制開閉式と通称する事が一般的となっているが、本来の強制開閉式はスロットルを開き側だけでなく、閉じ側もケーブルで引く2本引きスロットルの事であり、むしろ負圧式で一般的である。しかし現在ではピストンバルブ式を指す用語とされることが多い。
負圧式（CV型）
CV（Constant Velocity または Constant Vacuum）型ではスロットルは固定ベンチュリー式と同じく、空気の流量を調整するバタフライバルブを操作する。ベンチュリはバキュームピストンによって開口面積が自動的に変化し、その下端には穴が開けられている。バキュームピストンにはダイアフラム式では膜が付いており、膜の片側には吸気管に生じる負圧がかかり、反対側は大気に開放されている。バキュームピストンはばねで支持され、ばねの力と負圧のバランスでベンチュリの開口面積が流量に応じて自動的に決まり、流量が変わらなければ流速がほぼ一定になるように自動調節される。この仕組のため吸入負圧の小さな2ストロークエンジンには適さない。ベンチュリの開口面積はスロットル操作に直接的に影響を受けないため、エンジン出力のスロットルに対するレスポンスはほかの方式よりも緩やかである。
過渡特性が操縦性に大きく影響するオートバイにおいては、インジェクションが普及するまでは2ストローク車、競技用車、および原付など小排気量車を除けば一般的な存在であった。
その他
上記の2形式に該当しない物として、フォードの開発したVV(Variable Venturi)型が挙げられる。この形式は固定ベンチュリ型ダウンドラフトキャブレターをベースに、スロットルポジションセンサーでスロットルバルブの開度を監視しながら、メータリングロッドの付いた可動式ベンチュリをサーボモーターで動かしてベンチュリ径を常時変化させていく。「MOTORCRAFT.VV」の商品名で知られ、1977年から1991年まで、主にピックアップや大型トラックを中心に搭載された。ステージド・マルチバレルキャブレターが主流であったアメリカでもフォードの一部車種のみの採用で終わった。

### 燃料チャンバーの種類

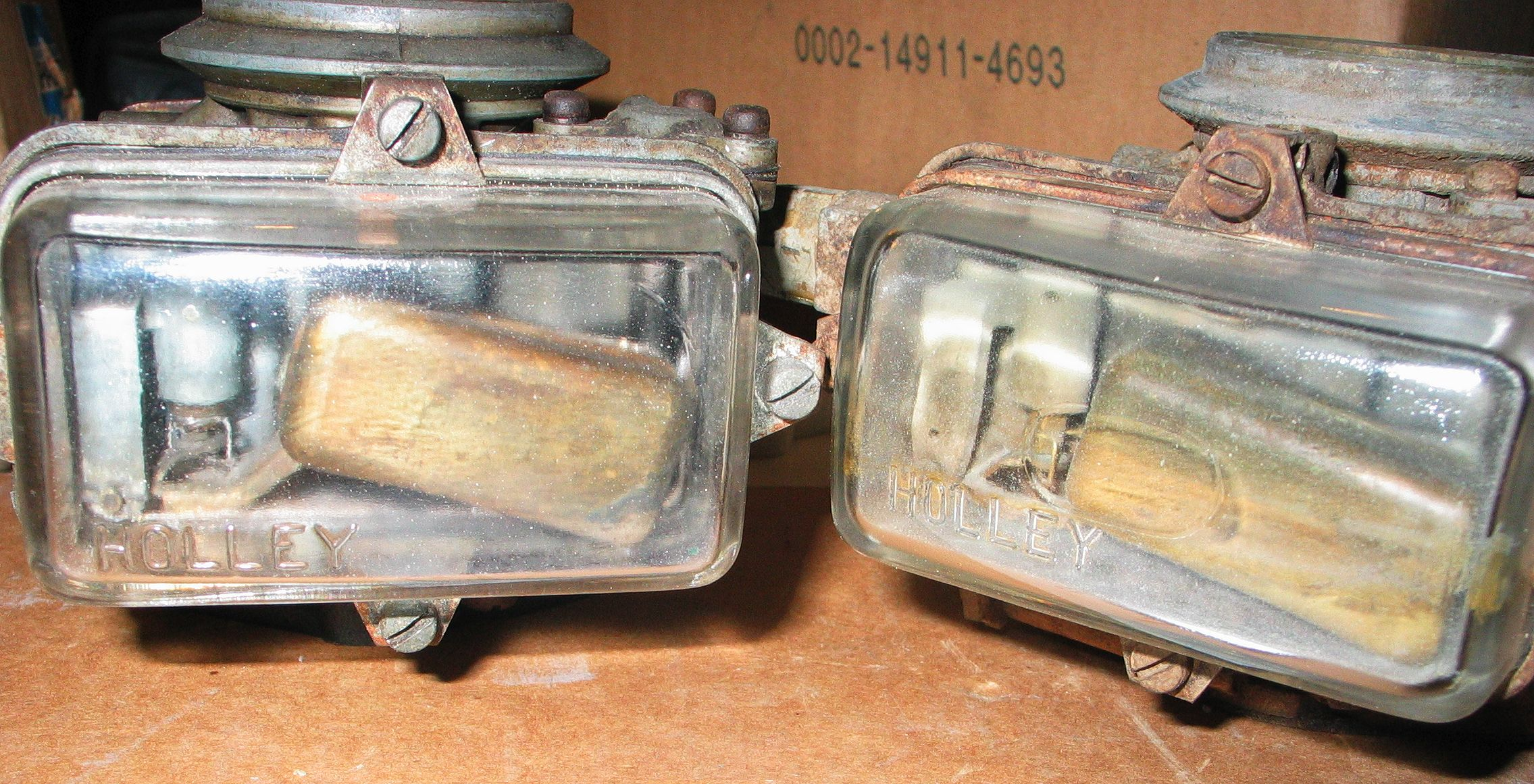
1950年代のホーリー製“Visi-Flo” Model.1904キャブレターのフロート室。ガラス製フロートチャンバーが用いられていた

燃料チャンバーは、ジェットへの安定した燃料供給を保つために一時的に燃料を溜めておく構造である。燃料を溜める量を調節する方式には、浮き（フロート）を利用して液面を保つフロートチャンバーと、ダイヤフラムを利用してチャンバー内の燃料を一定に保つダイヤフラムチャンバーがある。
フロートチャンバー
燃料チャンバーの中には真鍮、樹脂、あるいはコルクなどで作られたフロートが内蔵されており、チャンバー内に満たされている燃料の液面（油面）に応じて上下に動く。フロートにはフロートバルブと呼ばれる弁が連動して動くように取り付けられ、燃料タンクから送られてくる流路を開閉する。燃料がチャンバー内に溜まるとフロートが上昇してフロートバルブを押し上げ、燃料が流入する流路を閉じる。燃料が消費されて、チャンバー内の油面が下がるとフロートが下降して、フロートバルブが開く。この一連の動作により、チャンバー内の油面の高さが一定に保たれる。フロートチャンバー内は大気圧になるように外部との通気性が確保され、通気孔にはエアベントチューブが備えられている場合もある。
フロートチャンバー内の油面は調整でき、フロートのアームを曲げたり、フロートの止めネジを調整したりといった方法で、フロートバルブが閉じる油面高さが変えられる。
金属製フロートの腐食による穴あきや樹脂製フロートの燃料染み込みによって浮力が低下し、混合気が過濃となったり燃料のオーバーフローが起こることがある。この場合はフロートを交換することになるが、チャンバーを分解しなければ発見できないため、異常に気づきにくい。
ダイヤフラムチャンバー
チェーンソーや刈払機などの手で持つエンジン機器では、機器を保持する角度によってキャブレターが大きく傾く場合がある。フロートチャンバーは原理上、大きく傾いた状態では正常に動作しないため、こうした機器においてはダイヤフラムチャンバーが用いられている。ダイヤフラムとは柔軟性が高い材質で作られた膜状の部品で、燃料タンクから燃料を吸い出すポンピングダイヤフラムと、燃料チャンバーへの流入経路を開閉するメタリングダイヤフラムがある。ポンピングダイヤフラムはエンジンが始動すると吸入負圧の脈動によりたわみを繰り返して燃料をチャンバーへ送り込む。メータリングダイヤフラムは燃料チャンバーの隔膜として組み込まれ、一方は大気圧に保たれている。メータリングダイヤフラムにはメータリングレバーを介して、チャンバー流入経路を開閉するインレットニードルが連動するように取り付けられている。エンジン停止中はばねの力によりインレットニードルが閉じてチャンバーに流入する燃料を止めているが、エンジンが始動してチャンバー内の燃料が消費されると大気圧に押されたダイヤフラムバルブがインレットニードルを開き、チャンバー内の燃料を補充する。こうしてチャンバー内の油量が一定に保たれる。
ポンピングダイヤフラムは、エンジンが停止中は燃料を送ることができないため、機種によっては空になった燃料チャンバーに手動で燃料を送るプライミングポンプを備える場合がある。

### 電子制御式キャブレター
アメリカや日本では1980年代前半から、O2センサーの空燃比信号に合わせて、ECUによって制御される電子制御式キャブレター(ECC)が比較的安価なNA車を中心に広まった。
きっかけとなったのは、アメリカでのマスキー法の改正やCAFE(企業別平均燃費規制)の開始、および昭和53年排出ガス規制が1978年（昭和53年）に日本で施行されたことであった。それまでの排ガス浄化装置はペレット触媒に比べると高価で耐久性に劣り、排気効率が悪い方式(サーマルリアクターなど)が主流であった。日本では翌1979年（昭和54年）に省エネ法が制定され、自動車各社は三元触媒を基礎にO2センサーによるフィードバック制御を行う方式に転換し、燃費と排ガス対策を両立できるようになった。
ECCよりも以前に電子制御式燃料噴射装置(EFI)は登場していたが、ECCは既存のキャブレター仕様の部品構成を大きく変える必要がなく、インジェクターや燃料ポンプなどの高価な電子機器も必要ないため、EFIと比較して安価であった。また、ECUが故障しても走行不能には陥らないことも長所であった。ECCはこうした長所を背景に、1980年代の各国の排ガス規制に十分対応できたことから、廉価な車両を中心に幅広く採用された。しかし、1990年代中盤以降になると燃料噴射装置の価格が量産効果により大幅に低下し、排ガス規制も更に強化される傾向となったことから、こうした電子制御式キャブレターは現在では採用されなくなった。

## 自動車等

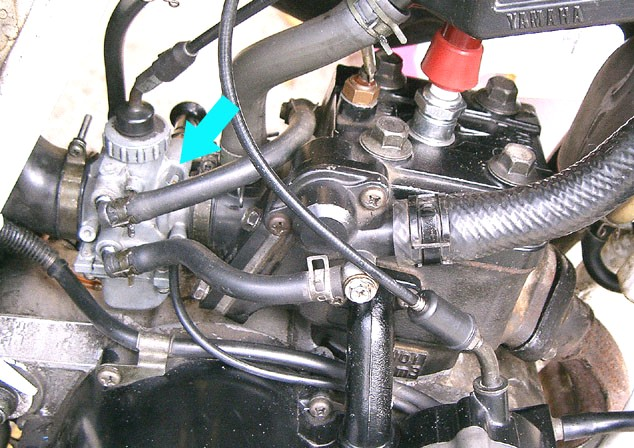
二輪車のキャブレター（矢印）

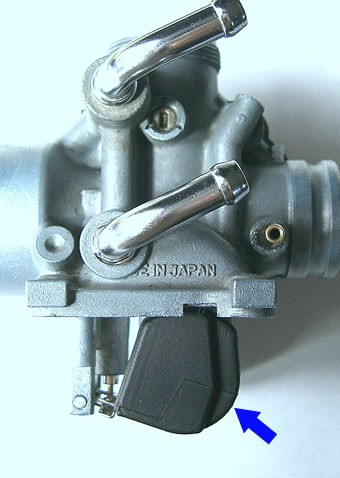
キャブレターのフロート（矢印）

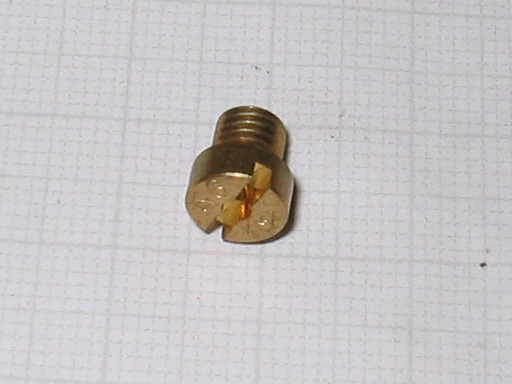
オートバイ用キャブレターのメインジェットの一例

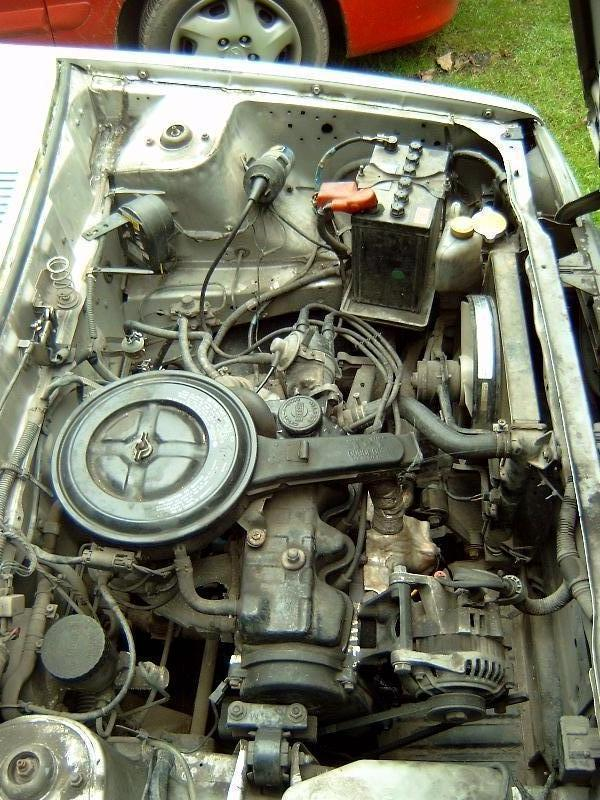
1990年式日産・マイクラ（マーチ）のMA10Sエンジン。円盤形のエアクリーナーボックスの下にダウンドラフトキャブレターを搭載している。

ガソリンエンジンを搭載した自動車やオートバイでは古くからキャブレターが利用されてきたが、自動車排出ガス規制や性能への要求が高まるにつれて燃料噴射装置（フューエルインジェクション）が採用されるようになった。先進国で新規に販売、登録される自動車はほとんどが電子制御燃料噴射を採用しており、キャブレターはガソリンエンジン自動車の主流ではなくなった。日本で販売される市販車で最後にキャブレターを搭載していたのは、軽自動車ではスズキ・キャリイ(10代目最初の1年のDA52Tまで。)、（広義の）普通車では2002年12月まで生産されていた三菱・リベロカーゴ（CB1V・CB2V）だった。オートバイでは4輪自動車にやや遅れてフューエルインジェクションの採用が広がった。比較的排気量の大きな車種では燃料噴射装置が主流となったが、発展途上国向けで小排気量の車種ではキャブレターを採用する車種が少なくない。日本では、原付を含むオートバイも2006年から排出ガスの規制の対象となり、燃料噴射装置への移行が進んだ。
自動車やオートバイでは車両の製造時に搭載される純正のキャブレターのほかに、純正品と置き換えて利用するアフターマーケット製のキャブレターがある。アフターマーケット品は構成部品を交換してメインジェットやスロージェットなどを細かく調整できるのに対し、純正品のほとんどが車種ごとに設計されている専用品で調整用の交換部品がない場合や、あってもアフターマーケット品に比べると調整可能な項目が少なく、調整幅が狭い場合が多い。
自動車では「ツインキャブ」や「6連キャブ」などといった用語を用いて、その車種の訴求力を高めたりする場合があるが、これらは搭載されるキャブレターの数を示している。たとえば、直列4気筒エンジンにシングルステージ2バレルキャブレターを2個搭載して「ツインキャブ」と呼んだり、6気筒エンジンにシングルバレルキャブレターを6個搭載して「6連キャブ」とされる。オートバイでは各気筒に1つずつのキャブレターを搭載する車種が一般的で、訴求力のある用語としては用いられない。

### メカニズム
自動車やオートバイに用いられるキャブレターは広い範囲のエンジン回転速度、あるいは広い範囲の負荷に対応するため、複雑な機能が求められる。スロットル開度に応じて適正な量の混合気を生成するだけでなく、エンジンの負荷や状態に応じて空気と燃料の混合比（空燃比）を適切に調整する機構が組み込まれる。また、排出ガス規制が適用されるようになると、排ガス中の有害成分の濃度を抑えるように補正する機能も付け加えられるようになった。
キャブレターの基本構造の1つである「ジェット」は、機能に応じて異なる位置や径のものが備えられていて、「アイドリング系統」や「スロットル系統」などと呼び分けられている。一部の機構はスロットル開度に応じて動作するように、リンク機構や吸入負圧を用いたダイヤフラムアクチュエータで作動するほか、電子制御キャブレターではサーボ機構により作動する。

#### メイン系統
メイン系統はスロットル系統とも呼ばれ、中速回転（部分負荷域）から高速回転（高負荷域）で燃料を送り出す経路で、メインジェット、ニードルジェットホルダ（メインエアブリードと一体）、ジェットニードル、ニードルジェットおよびメインエアジェットで構成される。ジェットニードルは細い円錐状の部品で、円筒形のニードルジェットホルダに差し込まれている。スロットルバルブの開閉に応じて、ジェットニードルが上下してニードルジェットホルダとの隙間が変化し、送り出される燃料の量が変わる。
キャブレターによっては、1個以上の小径なブースターベンチュリ（追加ベンチュリ）が、メインベンチュリの内部に設置され、スロットルバルブ微動時におけるメインベンチュリ流速変化の鈍さを補っている。

#### アイドリング系統
スロー系統とも呼ばれ、アイドリングなどの低速回転時に燃料を送り出す経路で、スロージェット（アイドリングジェット、パイロットジェット）、スロージェットホルダ、バイパスポート、アイドルポート、スローエアジェットで構成される。スロットルバルブが完全に閉じている位置からわずかに開かれるとき、スロットルバルブの下流に高速な気流が発生するため、スロージェットはこの位置に設けられる。
　
スロージェットの流路面積は変化しないが、スロットルバルブが開かれるとスロージェット付近の流速が低下して、燃料が吸い出される作用が小さくなる。すなわち、中高速回転ではアイドリング系統は働かなくなる。
スロットルバルブをアイドリングに適した開度に固定するための機構として、アイドリングアジャストスクリューと呼ばれるネジが備え付けられている。このネジを締め込むことでスロットルバルブはより開き（アイドリング回転数が上がる）、緩めることでスロットルバルブはより閉じる（アイドリング回転数が下がる）。

#### パワージェット
パワージェット（パワーバルブ）は、高回転高負荷時にメインジェットからの燃料供給を補助する機構である。スロットルバルブ全開付近の領域で空燃比を濃くして出力を高くする。同時に、空燃比を高くすると混合気の比熱比が小さくなるうえ、燃料の気化熱が増えるので燃焼室の過熱を防ぐ（燃料冷却という）。これにより、プレイグニッションやデトネーションを防ぐ働きがある。パワージェットは、吸気管内の圧力とスプリングで開閉制御されるバルブで、吸気管内の負圧が強い時は閉じており、スロットルバルブが開いて負圧が弱くなると開くようになっている。
パワージェットはそのエンジンの特性に応じて補正する燃料量が厳密に設定されるため、オートバイ用キャブレターなどの場合にはあらかじめ設定が固定されており、一部の市販レーサー車両を除いて調整が不可能な場合が多い。
初期の2ストロークエンジンに用いられたパワージェットの中には、4ストロークエンジンのパワージェットとは逆に、吸気管内が強い負圧状態のときに開き、弱くなると閉じる設定のものが用いられているキャブレターが存在した。これは、全開領域で混合比がやや薄めになることで、より高回転まで回転が伸びていく2ストロークエンジンの特性を活かしたものである。このような動作をするキャブレターの場合には、常用回転域では常にパワージェットから燃料が供給されるため、メインジェットはパワージェットがない同サイズのキャブレターよりもやや薄めの番手が選択される。しかし、エンジン高回転域で過度にパワージェットからの燃料供給を減らすとエンジン焼き付きのリスクが大きくなる。近年の2ストロークエンジンのパワージェットはもっとシンプルな構成であり、バルブはなく、フロート室から上流側の天井部分にバイパスが設けられているだけである。これにより、吸入負圧が大きくなったときのみ、燃料が吸い出される。
いくつかの固定ベンチュリー型キャブレターではパワージェットの代わりとなる高回転高負荷時の増量機構として、可変ベンチュリー型のジェットニードルと同じメータリングロッドやステップアップロッドと呼ばれる機構を用いるものもある。メータリングロッドとは全体がテーパー状に加工されている棒であり、メインジェットにある燃料通路孔に差し込まれている。メインジェットの流路面積は不変であるため、メータリングロッドを出入りさせると燃料通路の断面積を変化させることができる。メータリングロッドは吸入負圧により上下するバキュームピストン（ダイアフラム）もしくはスロットルリンケージに取り付けられており、スロットルバルブを開くとメインジェットから強制的に引き抜かれて、メインジェットの燃料流量を次第に増量していく。

#### 加速ポンプ
パワージェットが高回転域での全般的な燃料増量補正を行うのに対して、加速ポンプは加速時などでスロットルバルブが急速に開かれた際に補正する。

#### チョーク系統
スターター系統とも呼ばれ、エンジン始動時に空燃比を濃くする機構である。チョークの代わりにティクラーが用いられる場合もある。自動車用のキャブレターではオートチョーク機構が組み込まれている場合もあり、オートチョークを動作させる操作としてエンジンを始動する前にアクセルを数回踏むことがユーザーマニュアルに記載されていた。

#### その他

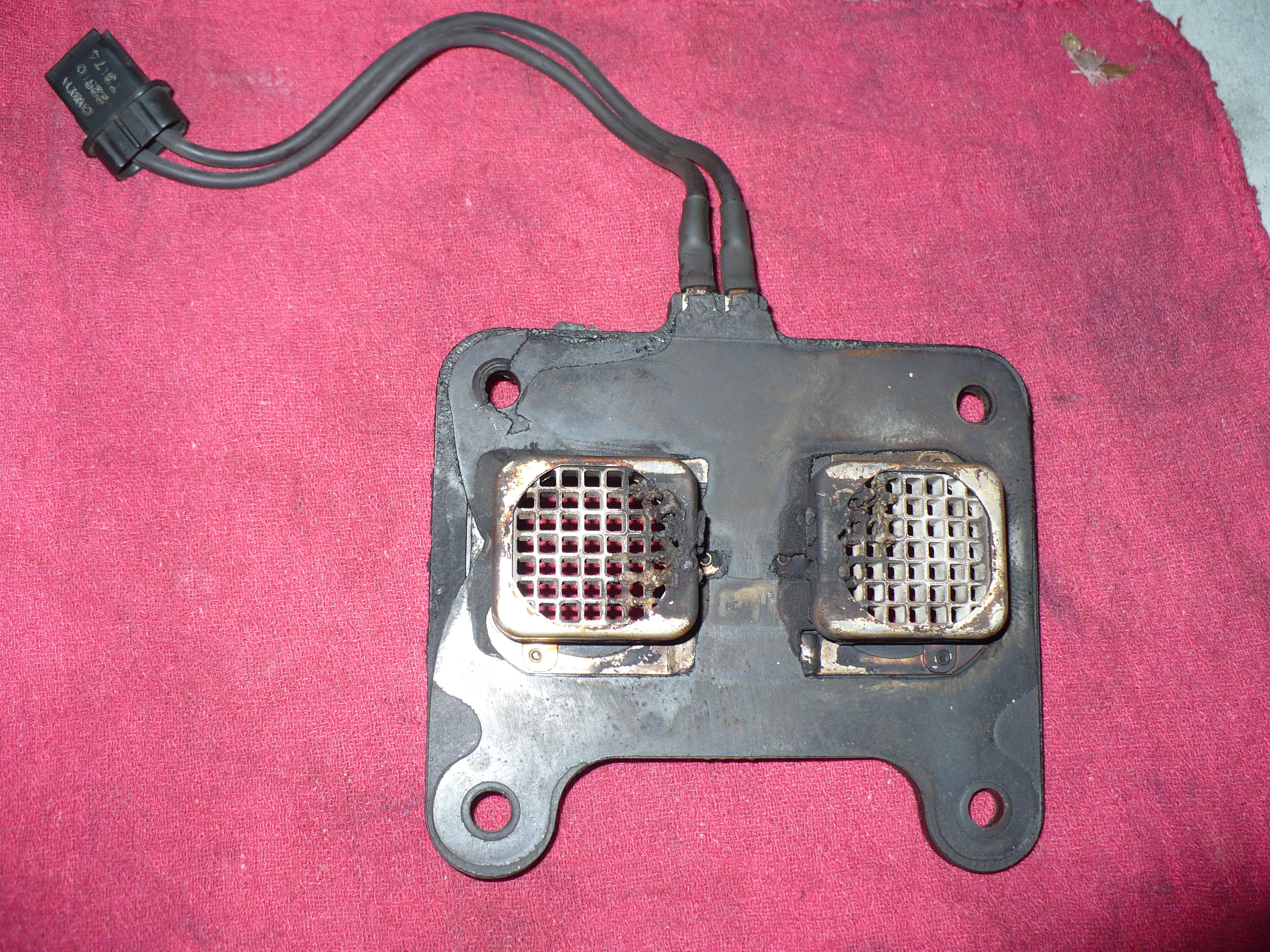
EFEヒーターを裏面からみたところ。1985年式オールズモビル・Cutlass Supreme Broughamの2バレルダウンドラフトキャブレターに用いられていたもの。

一部の車両は冷間始動時の始動性向上を目的に初期燃料気化促進装置(EFE)と呼ばれる機構を持つものがある。これはインテークマニホールドとキャブレターの間に挟み込まれる格子状の電熱ヒーターであり、燃料の気化をより促進する効果がある。

### キャブレターと過給器（キャブターボ）
キャブレターに過給器を取り付ける場合には、スロットルバタフライがキャブレター本体に内蔵されている関係上、通常は過給器とインテークマニホールドの間にキャブレターが置かれる。キャブレターのフロートチャンバーにもブーストが掛かれば、ベンチュリにブーストが掛かってもフロートの動作には問題はない
V型8気筒エンジンにスーパーチャージャーを搭載する場合は過給器の後ろにキャブレターを取り付けるレイアウトに比べて構成上バックタービンが発生しないメリットがあるとされるが、過給器内部に混合気が吹き込まれ圧縮される。

## キャブレターの調整
混合気における空気と燃料の比率は空燃比と呼ばれ、たとえばガソリンの場合は14.7が理論空燃比であるが、環境条件によって異なる空気密度に応じて燃料を送る量を調整したり、運転条件によっては理論空燃比とは異なる空燃比の混合気を送る必要がある。キャブレターでは燃料や空気の流路を調整することで状況に応じて空燃比を調整できる。航空機の場合は高度によって空気密度が変化するため、操縦室内に空燃比計と共にキャブレターを調整する操作盤が設けられていることも多い。メイン系統ではジェットニードルの固定位置を変化させてニードルジェットホルダとの隙間を変化させたり、メインジェットを内径の大きな物に交換したりする。アイドリング系統ではパイロットスクリュなどのニードルバルブで流量が調整される。場合によってはブースターベンチュリを交換したり、フロート油面の調整が行われる。1つのエンジンに複数の負圧型キャブレターが装備されている場合は負圧計を用いて、すべてのキャブレターでスロットルバルブが同調するように調整される。
キャブレターの空燃比が最適かどうかを確認するためには、ガス分析装置を使用して排気ガスに含まれる一酸化炭素、炭化水素および酸素含有量を測定する方法があるが、点火プラグの碍子や電極の焼け色を見ることである程度まで空燃比を推測することが可能である。もしもプラグの碍子が乾燥して黒く煤けている場合には燃調が濃すぎることを示し、白か薄いグレーを示している場合には燃調が薄すぎることを示していて、狐色か茶色に近いグレーが最適な燃焼状態とされている。あるいはガラス状の透明な碍子を持つ点火プラグを通して燃焼室の炎を直接目視する方法がある。

## 特有の不具合
ランオン (英: run-on)
燃焼室内にすすが堆積したエンジンでは、メインスイッチを切ってもエンジンの運転が続く、ランオンと呼ばれる現象が発生する場合がある。点火プラグへの電力供給を止めても燃焼室内でくすぶり続けるすすが火種となって混合気に点火し、キャブレターは吸入空気がベンチュリに流れる限り燃料を送り出すため、燃料チャンバー内が空になるまでエンジンの運転が続く。点火プラグによらない爆発であることからディーゼリング (英: dieseling)とも呼ばれる。
オーバーフロー (英: overflow)
フロートチャンバーを利用したキャブレターでは、燃料チャンバーからあふれて外部やベンチュリに燃料が流れ出す、オーバーフローという現象が発生することもある。フロートバルブの高さが適切に調整されていない場合や、フロートやフロート軸などフロートバルブの動作に関連する部品に異常がある場合に、フロートチャンバーに流入するに燃料が過剰となってあふれ出す。あるいは、オートバイなどで転倒した際に、燃料チャンバーからベンチュリに燃料が過剰に流れ込む場合もある。重度なオーバーフローはシリンダー内へ燃料が溜まる。
アイシング (英: icing)
冬期や上空を飛行中など、環境温度が低いときには空気中の水分が凍結してキャブレターの機能を阻害する場合もある。燃料が気化する際の気化熱が周囲の空気や部品から熱を奪い、温度が低下して結氷する。氷はジェット類を塞いで霧化が行えなくなったり、スロットルバルブに張り付いてエンジン回転を下げられなくなる場合もある。これを防ぐため、インテークマニホールドのキャブレター直下にエキゾーストマニホールドを一体化させて排気熱を利用したり、エンジンで暖められた冷却水や電熱器でキャブレター本体を暖める対策を採っているものもある。
パーコレーション (英: percolation)
周辺温度が高い状況などで燃料タンク、燃料ポンプ、配管、キャブレターなどの温度が高くなると、燃料系のどこかでガソリン蒸気が発生して気泡となるパーコレーションが発生する。パーコレーションが起こると混合気が薄くなり、エンジンが息付きを起こして運転が続けられなくなる。一度起こると燃料系の温度を下げる以外に回避する方法はない。
加速度の方向による不具合
キャブレターの動作は重力などの加速度に依存している。設計上の想定と異なる向きに加速度がかかると燃料供給が途切れるため、航空機では背面飛行に制限時間がある。解決策としては、イギリス・ロイヤル・エアクラフト・エスタブリッシュメントのベアトリス・シリングが考案したミス・シリングのオリフィスの搭載や、燃料噴射装置への置き換えなどがある。

## 主なキャブレター製造メーカー

### 日本
- 愛三工業
  - 主にトヨタ向け（ソレックスなど特殊品を除き全量）
- ニッキ （旧 日本気化器製作所）
  - リンカート式カーブレーター（米国Linkertのライセンス生産品、陸王OEM向け。）
- ケーヒン
  - FCR-MX モトクロス・エンデューロ用
  - FCR
  - PE / PJ / PWK / PWM 2サイクルエンジン
  - PD
  - PC
  - PB
  - NCV　小型二輪車用CVキャブレター
  - CV CVK　中、大型二輪車用CVキャブレター
  - CVHD/ハーレー・ダビッドソンOEM。⌀32, ⌀30）
  - 固定ベンチュリ
    - KEIHIN H-D（1989年までのハーレー・ダビッドソンOEM）
- ミクニ
  - TM
  - TMR
  - VM
  - BW / BV 産業用・汎用
  - BS / BST / BSR 二輪・ATV用
  - BN フロートレス 水上バイク用
  - ミクニ・ソレックス（自動車向け固定ベンチュリキャブレター）
- ヨシムラ（ミクニ製やケーヒン製を改造したもの）
  - TM-MJN（⌀28, ⌀26, ⌀24）
  - TMR-MJN
  - FCR-MJN（⌀39, ⌀28）
- 日立製作所（現・日立オートモティブシステムズ、主に日本車向けSUキャブレターを製造していた）
- テイケイ気化器（TKキャブレターの商品名でオートバイや自動車の純正キャブレターを製造している）
- オーイーアール(OER) （現在でも自動車向け固定ベンチュリキャブを製造販売する数少ない国産メーカー）

### ヨーロッパ
- Pierburg（ボルボ、フォルクスワーゲン、アウディの純正キャブレターを製造していた）
- Villiers（英国のオートバイや小型エンジン向けキャブレターメーカー）
- ウェーバー（イタリアのメーカー。現在はスペインで製造。マニエッティ・マレリ傘下）
- アマル（英国のオートバイ向けキャブレターメーカー ）
- ゼニス（英国のメーカー。ストロンバーグ式キャブレターの元祖でもある）
- スキナーズ・ユニオン（英連邦及びヨーロッパ圏で幅広く使用されたSU式キャブレターの本家本元）
- デロルト（イタリアのメーカー。イタリア製自動車やオートバイに広く採用される）
- ソレックス（フランスのメーカー。日本では高性能キャブレターの代名詞的な存在だが、現在は消滅）

### アメリカ
- エーデルブロック（英語版） （高性能キャブレターを独自開発するチューニングメーカー）
- Rochester（英語版）（ウエーバー、マニエッティ・マレリのアンダーライセンスの元でゼネラルモーターズ向けキャブレターを製造）
- Carter （クライスラー、フォード、GM、IHC、アメリカン・モーターズ、スチュードベーカーなどの多数のメーカーの純正キャブレターを製造していた）
- Bendix（英語版）（Carterと同じく米国の多数のメーカーの純正キャブレターを製造していた）
- Bing Power Systems（ドイツ語版）（オートバイ、モペッド、ボート、航空機用のキャブレターを製造するメーカー）
- テカムセ・プロダクツ（英語版）（草刈機・除雪機などの小型エンジン用キャブレターを製造）
- Briggs & Stratton（英語版）（草刈機・除雪機などの小型エンジン用キャブレターを製造）
- Walbro and Tillotson（英語版）（小型エンジン用キャブレターを製造）
- ホーリー（フォードやオールズモビルにキャブレターを供給した米国の老舗メーカー）
- Demon Carburetion（高性能ダウンドラフトキャブレターを製造するメーカー）
- Lectron Fuel Systems（独自のフラットバルブキャブレター[10]を製造するメーカー）
- Autolite（フォードに1967年から1973年までキャブレターを供給）

### その他
- Argelite（ホーリーとマニエッティ・マレリのアンダーライセンスの元で、アルゼンチン市場にキャブレターを出荷するメーカー）

### 特許関係

#### アメリカ
- アメリカ合衆国特許第 610,040号 — Carburetor — Henry Ford
- アメリカ合衆国特許第 1,750,354号 — Carburetor — Charles Nelson Pogue
- アメリカ合衆国特許第 1,938,497号 — Carburetor — Charles Nelson Pogue
- アメリカ合衆国特許第 1,997,497号 — Carburetor — Charles Nelson Pogue
- アメリカ合衆国特許第 2,026,798号 — Carburetor — Charles Nelson Pogue
- アメリカ合衆国特許第 2,214,273号 — Carburetor — J. R. Fish
- アメリカ合衆国特許第 2,982,528号 — Vapor fuel system — Robert S. Shelton
- アメリカ合衆国特許第 4,177,779号 — Fuel economy system for an internal combustion engine  — Thomas H. W.

#### その他
- G.B. Рatent 11119 — Mixing chamber — Donát Bánki